# Henrik Fogh Rasmussen
Henrik Fogh Rasmussen (* 1979) ist ein US-amerikanischer Unternehmer und Autor dänischer Herkunft.

## Leben
Rasmussen ist Sohn des ehemaligen dänischen Ministerpräsidenten Anders Fogh Rasmussen.
Im Jahr 2007 veröffentlichte Rasmussen das Buch Amerikanske Tilstande, in dem er das US-amerikanische Sozialsystem thematisierte.  Für den Inhalt musste er jedoch scharfe Kritik einstecken. Der Zeitung Politiken zufolge wurde Rasmussen von US-Präsident Donald Trump im Januar 2017 ein Posten in dessen Regierung angeboten.
Rasmussen lebt in Springfield, Illinois. 2010 erhielt er die Staatsbürgerschaft der USA und legte damit die dänische ab.